# Groupe ISAE
 (octobre 2024).
Si vous disposez d'ouvrages ou d'articles de référence ou si vous connaissez des sites web de qualité traitant du thème abordé ici, merci de compléter l'article en donnant les références utiles à sa vérifiabilité et en les liant à la section « Notes et références ».

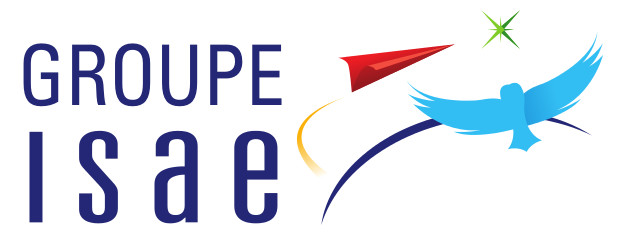
Logotype du groupe

Le Groupe Isae est un réseau d'écoles d'ingénieurs aéronautiques en France. 

## Histoire
Le groupe a été fondé en mai 2011 par l'Institut supérieur de l'aéronautique et de l'espace de Toulouse et l'École nationale supérieure de mécanique et d'aérotechnique.
En septembre 2012, il intègre l'École supérieure des techniques aéronautiques et de construction automobile et l'École de l'air et de l'espace.
En janvier 2018, il intègre l'Institut supérieur de mécanique de Paris, désormais Isae-Supméca, puis en février 2022, l'École nationale de l'aviation civile.

## Écoles concernées
Le Groupe ISAE réunit au total six écoles dans les domaines de l'aéronautique, le spatial, le transport et l'énergie:
- l'Institut supérieur de l'aéronautique et de l'espace (2011) ;
- l'École nationale supérieure de mécanique et d'aérotechnique (2011) ;
- l'École supérieure des techniques aéronautiques et de construction automobile (2012) ;
- l'École de l'air et de l'espace (2012) ;
- l'Institut supérieur de mécanique de Paris (2018) ;
- l'École nationale de l'aviation civile (2022) ;

Il développe également un réseau d'écoles partenaires:
- l'École supérieure des technologies industrielles avancées ;
- l'École d'ingénieurs généralistes - La Rochelle ;
- l'École d'ingénieurs des sciences aérospatiales ;